# Liuqin

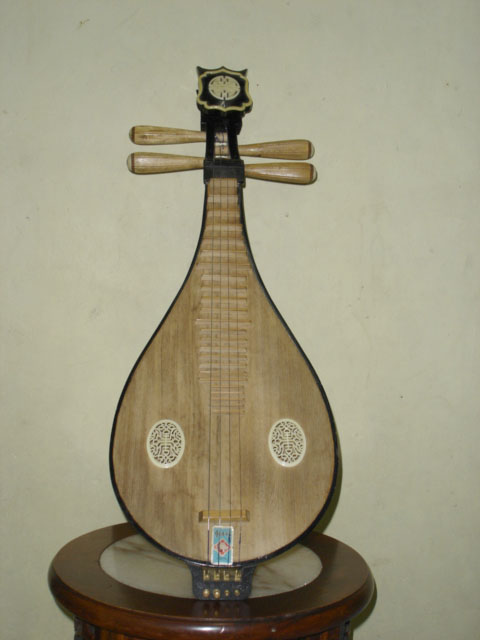
Liuqin

Liuqin es un instrumento música chino de [instrumentos de cuerda pulsada] que tiene algunas semejanzas con el [laúd]. Posee cuatro cuerdas y una caja con forma de pera. Puede considerarse una versión de otro instrumento chino, la pipa, en tamaño más pequeño y con sonido más agudo. Tiene un papel importante en la música china tradicional, pudiendo emplearse como instrumento solista, para acompañamiento de la voz o integrarse dentro de una orquesta. Se toca con un plectro o púa, mediante una técnica similar a la que se emplea para interpretar con el ruan y el yueqin, diferenciándose en esto de la pipa que se toca directamente con los dedos.